# Niesułów
Niesułów – kolonia w Polsce położona w województwie zachodniopomorskim, w powiecie gryfińskim, w gminie Cedynia. Miejscowość wchodzi w skład sołectwa Lubiechów Górny.
W latach 1975–1998 miejscowość administracyjnie należała do województwa szczecińskiego.